# Bathythrix meteori
Bathythrix meteori là một loài tò vò trong họ Ichneumonidae.